# Euphylidorea novaeangliae
Euphylidorea novaeangliae är en tvåvingeart som först beskrevs av Alexander 1914.  Euphylidorea novaeangliae ingår i släktet Euphylidorea och familjen småharkrankar. Inga underarter finns listade i Catalogue of Life.